# Dyenmonus nigrifrons
Dyenmonus nigrifrons är en skalbaggsart som beskrevs av Aurivillius 1914. Dyenmonus nigrifrons ingår i släktet Dyenmonus och familjen långhorningar.
Artens utbredningsområde är:
- Kenya.
- Rwanda.

Inga underarter finns listade i Catalogue of Life.